# La Motte-Saint-Martin
La Motte-Saint-Martin település Franciaországban, Isère megyében. Lakosainak száma 454 fő (2022. január 1.). La Motte-Saint-Martin Avignonet, Marcieu, Mayres-Savel, Monteynard, La Motte-d’Aveillans, Notre-Dame-de-Vaulx és Prunières községekkel határos.

## Népesség
A település népességének változása:
| Lakosok száma | 446  | 340  | 339  | 396  | 416  | 432  | 444  | 450  | 451  | 454  |
|               | 1968 | 1982 | 1990 | 2006 | 2013 | 2015 | 2017 | 2019 | 2020 | 2022 |